# Reid Harrison
Reid Harrison né le 6 janvier 1959 et mort le 15 janvier 2024, est un scénariste et producteur américain. Il est principalement connu pour son travail sur les séries télévisées Les Simpson, George de la jungle et Rekkit.

## Filmographie

### Scénariste

#### Pourles Simpson
| Année | Titre                  | Titre original        | Saison | Épisode | Réalisateur       |
| ----- | ---------------------- | --------------------- | ------ | ------- | ----------------- |
| 1997  | Aux frontières du réel | The Springfield Files | 8      | 10      | Steven Dean Moore |
| 2008  | Colonel Homer          | Papa Don't Leech      | 19     | 16      | Chris Clements    |

#### Autre
- 1997 : Men Behaving Badly (1 épisode)
- 1997 : Duckman: Private Dick/Family Man (1 épisode)
- 1997-1998 : George and Leo (4 épisodes)
- 1999 : Un frère sur les bras (2 épisodes)
- 2002 : Son of the Beach (1 épisode)
- 2002 : 3-South (1 épisode)
- 2004 : Drawn Together
- 2005 : Rodney (1 épisode)
- 2007 : Celebrity Deathmatch (2 épisodes)
- 2007 : George de la jungle (3 épisodes)
- 2008 : Tak et le Pouvoir de Juju (1 épisode)
- 2011-2013 : Rekkit
- 2013 : Le Collège d'Étrangeville]

### Producteur
- 1997 : George and Leo
- 1998 : Un frère sur les bras (7 épisodes)
- 2000 : Papa s'en mêle
- 2000 : Les Stubbs (1 épisode)